# Andreas Kaltenbach
Andreas Kaltenbach (auch: Andrew Kaltenbach; * 4. Dezember 1828 im Großherzogtum Baden; † 21. Juli 1913 in Niagara Falls, New York) war deutscher Revolutionär und US-amerikanischer Hotelier.

## Lebensweg
Als junger Mann beteiligte sich Andreas Kaltenbach an der Freiheitsbewegung von 1848 in seinem Heimatland, dem Großherzogtum Baden. Er war dort mit einigen Anführern der 1848er Revolution befreundet, so mit Lorenz Brentano, Gottfried Kinkel, Franz Sigel und mit Friedrich Hecker. Nach dem Scheitern dieser Freiheitsbewegung sah sich Kaltenbach – wie viele seiner Mitstreiter – veranlasst, in die USA auszuwandern (siehe Forty-Eighters).
Von 1855 bis 1856 arbeitet er ein Jahr lang auf der Farm seines Freundes Friedrich Hecker in Illinois.
1865 ging er nach Rochester (New York). Dort hat Andrew Kaltenbach offenbar verschiedene Gewerbe betrieben: Von etwa 1867 bis ins Jahr 1869 hinein war er alleiniger Eigentümer des „Terrapin Saloon“ in der South St. Paul Street 9. Im Jahr 1869 wurde ein F. Schoelz Miteigentümer der Gaststätte und diese in „Kaltenbach & Schoelz Saloon“ umbenannt. Kaltenbach wohnte zu dieser Zeit in der Stone Street. Von 1870 bis etwa 1878, als er nach Niagara Falls umzog, war Kaltenbach Miteigentümer einer Konfektionstextilienhandlung namens „Kramer & Kaltenbach“ und lebte in der Lake Avenue. Er scheint im Jahr 1877 zudem mit einem William Graebe zusammen in der Immobilienbranche tätig gewesen zu sein.
Im Jahr 1878 ging Kaltenbach schließlich nach Niagara Falls, wo er sich mit seiner Familie niederließ und das nach ihm benannte Hotel mit etwa 50 Zimmern baute.
Er war offenbar zeitweilig auch im Bankwesen tätig, als Vize-Präsident der am 2. Januar 1891 gegründeten „Niagara County Savings Bank“ und im Direktorium der am 19. Juni 1893 gegründeten „Power City Bank“.
Andreas Kaltenbach war Gründer, Namensgeber und Betreiber des am 21. Mai 1878 eröffneten Hotels Kaltenbach in der Buffalo Avenue in Niagara Falls, New York. Nach dem frühen Tod seiner Ehefrau Marianne unterstützte ihn seine Tochter Emily Graebe in der Führung des Hotels.
Zu den bekannteren Gästen des Hotel Kaltenbach gehörten u. a.:
- der deutsche Kulturtechniker Emil Krüger (Agrarwissenschaftler)
- der russische Komponist Pjotr Iljitsch Tschaikowski[2]
- der deutsche Soziologe Max Weber[3]
- die Schweizer Reiseschriftstellerin und Fotografin Cäcilie von Rodt[4]

Kaltenbach starb am 21. Juli 1913 in Niagara Falls und wurde auf dem Oakwood-Friedhof (Lot C) beigesetzt.

## Familie
Andreas Kaltenbach war seit 1850 mit Marianne Kaltenbach (* 1828, † am 1. August 1889 in Niagara Falls) verheiratet; das Paar hatte mindestens zwei Töchter, eine davon hieß Emily, verheiratete Graebe.

### Bildmaterial
- Portraitfoto von Andrew Kaltenbach in: William Pool: Landmarks of Niagara County, New York. 1897, zwischen den Seiten 423 und 424, online
- Buffalo Avenue and Hotel Kaltenbach, Niagara Falls, N.Y.; Library of Congress
- Hotel Kaltenbach, late 1800s, Discover Niagara
- Hotel Kaltenbach and University Club on Buffalo Avenue Niagara Falls, New York, Niagara Falls Public Library
- American Hotel Association (ed.): The Official hotel red book and directory. New York 1903, S. 522, online